# Alois Nožička
Alois Nožička (*19. srpna 1934 Rudíkov) je český fotograf a kameraman, hlásící se k surrealismu.

## Život
Narodil se v Rudíkově u Třebíče. V letech 1950–1954 absolvoval oddělení fotografie na Střední uměleckoprůmyslové škole v Brně. V letech 1954–1959 vystudoval katedru kamery na Filmové a televizní fakultě Akademie múzických umění v Praze. V letech 1959–1991 pracoval v Československé televizi, postupně jako kameraman a poté jako hlavní kameraman redakce dramatických pořadů.
V roce 1961 se setkal s básníkem Milanem Nápravníkem, což byl začátek jejich tvůrčí spolupráce. V roce 1962 fotografiemi přispíval do rukopisného sborníku Objekt č.5, kolem kterého se ustálilo jádro pražského surrealistického okruhu UDS (Vratislav Effenberger, Mikuláš Medek a Emila Medková, Milan Nápravník, Petr Král, Stanislav Dvorský a další), vznikaly cykly fotografií Omlouvám se vám, že se tu oloupám, Strašpytle aj. V roce 1964 uspořádal první samostatnou výstavu Komplementární svědectví v Spolku výtvarných umělců Mánes. Roku 1966 se účastnil kolektivní surrealistické výstavy Symboly obludností (Galerie D Praha) a přehlídky Surrealismus a fotografie (Dům umění města Brna a Folkwangmuseum Essen). V roce 1969 vyšel sborník Surrealistické východisko s Nožičkovou fotografií na obálce.

## Monografie
- Zdeněk Primus, Alois Nožička, Komplementární svědectví, Kant, 2003
- Radim Kopáč, Jiří Gold, Jan Suk, Alois Nožička – Fotografie, koláže 1958 – 2008, Vltavín, 2008

## Ilustrace
- Stanislav Dvorský, Vratislav Effenberger, Petr Král, Surrealistické východisko 1938–1968, Československý spisovatel, 1969
- Petr Král, Fotografie v surrealismu, Torst, 1994
- Jiří Gold, Noci dní, Mladá fronta, 1994
- Jiří Gold, Samospád samoty, Jinočany, H&H, 1998
- Radim Kopáč, Je tu nejdrahocennější hlava: rozhovory od surrealismu k surrealismu – imaginární portréty Alois Nožička
- Jiří Gold, ...in vento scribere, Concordia, 2004
- Stanislav Dvorský, Hra na ohradu, Torst, 2005